# 奈良春日野国際フォーラム 甍〜I・RA・KA〜

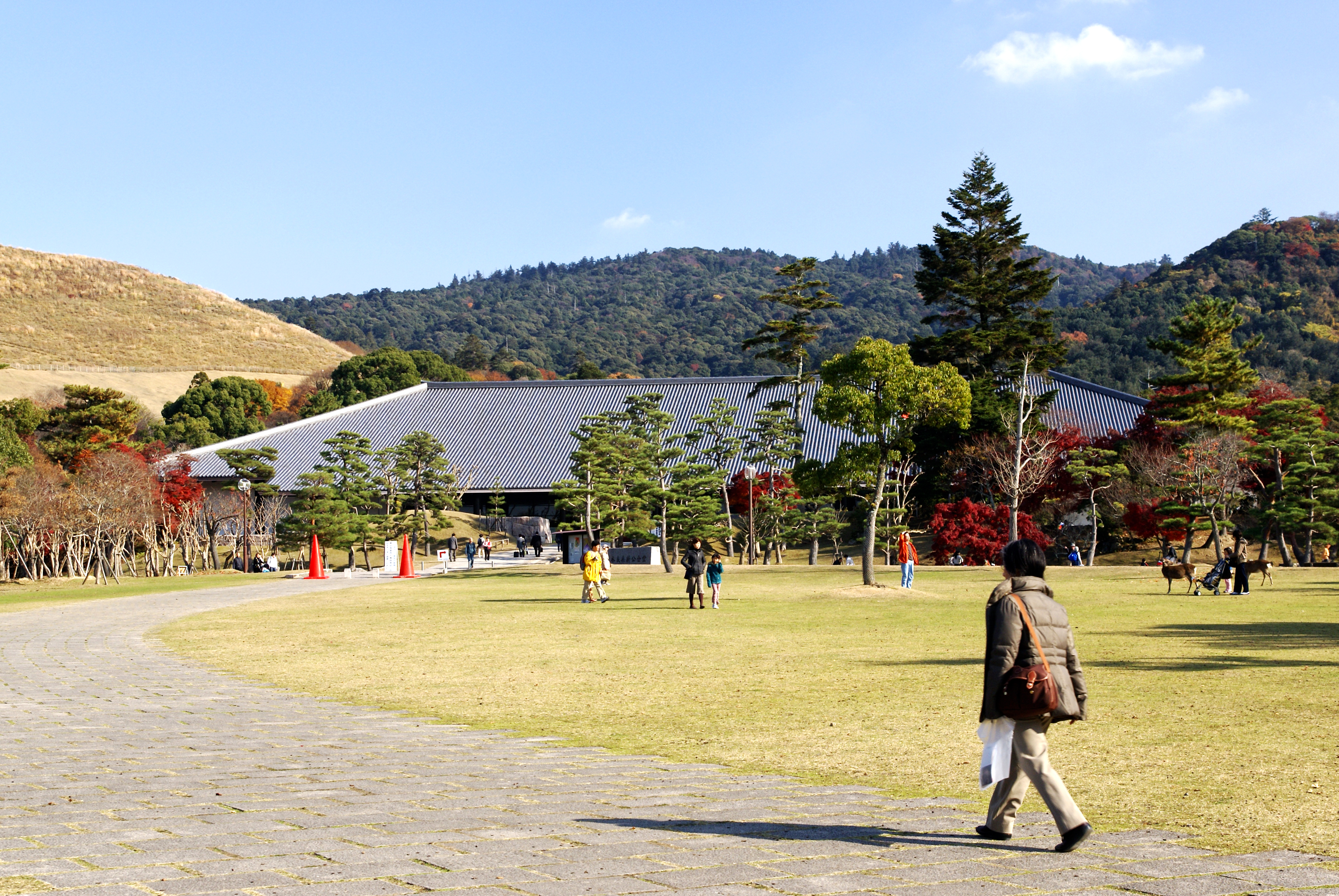
奈良公園より。背後は若草山

奈良春日野国際フォーラム 甍～I・RA・KA～（ならかすがのこくさいふぉーらむ いらか）は奈良県奈良市にあるコンベンション施設。国際会議開催にも対応する能楽ホールをメインホールとする。旧名称は奈良県新公会堂（ならけんしんこうかいどう）。平成27年（2015年）夏に隣接する奈良公園シルクロード交流館との一体化工事を経てリニューアルオープンが予定されている。これにさきがけて平成27年4月1日に名称変更された。日本最大級の屋根面積をもつことから、ビッグルーフという愛称がある。建物は奈良公園の一角にあり、正面東側に背後の若草山を借景とする日本庭園が設けられている。

## 概要
元々この地には、興福寺によって御蓋山の山頂である浮雲峰（藤原不比等により勧請された白鹿に乗った武甕槌命が降り立った場所）の春日大明神を遥祀する為の堂舎である四恩院が建てられていたが、廃仏毀釈によって廃絶してしまっていた。その地に明治22年（1889年）、第68国立銀行（本店郡山町）及び第34国立銀行（本店大阪市）の両奈良支店が集会所として「奈良倶楽部」を建設したのが始まりである。
明治33年（1900年）2月15日、奈良県が「奈良倶楽部」を買収してそれを2号館とし、新たに第五回内国勧業博覧会に備える為に新しく1号館を建築し、明治36年（1903年）6月に完成した。この頃には名称は「奈良倶楽部」或いは「奈良倶楽部及び公会堂」と呼ばれ始めるが、1号館、2号館ともに老朽化が激しく、昭和58年（1983年）5月末日をもって閉館し解体された。
そして、奈良県置県100年を記念して、国際交流と伝統芸能の振興を目的として、また能楽発祥の地である奈良に相応しい会堂として昭和62年（1987年）に現在の新公会堂が建設され、平成元年（1989年）4月1日に開館した。
尚、四恩院の現状としては白河法皇御願の十三重塔跡の礎石、築地塀の基礎部分が残っている。武甕槌命を祭る春日大社末社の浮雲社は現在も残されている。

## 施設
- 能楽ホール - 500席、室町時代様式の能舞台
- 会議室1・2 - 168席
- 会議室3・4
- レセプションホール

## 建築概要
- 設計 - 戸尾任宏+建築研究所アーキヴィジョン
- 竣工 - 1987年9月
- 構造 - RC造（一部W造）、地下1階、地上3階
- 延床面積 - 9,092.80 m2
- 所在地 - 〒630-8212 奈良県奈良市春日野町101
- 受賞 - 第4回公共建築優秀賞受賞（1994年）、公共建築百選（1998年）
- 備考 - 屋根の面積5,400 m2 、瓦の使用枚数137,730枚

## 利用情報
- 開館時間 - 9時0分 - 21時30分
- 休館日 - 月曜日（休日のときはその翌日）、12月28日 - 1月4日